# Yang Dezhi
Yang Dezhi (chiń. upr. 杨得志; chiń. trad. 楊得志; pinyin Yáng Dézhì; Wade-Giles Yang Te-chih; ur. 1910, zm. 25 października 1994) – chiński generał.

## Życiorys
Pochodził z prowincji Hunan. Od 1927 roku członek KPCh i Armii Ludowo-Wyzwoleńczej, brał udział w Długim Marszu. Uczestnik wojny chińsko-japońskiej (1937–45) i wojny domowej (1946–49), podczas wojny w Korei w 1952 dowodził jednym z oddziałów Chińskich Ochotników Ludowych. W 1955 roku awansowany do stopnia generała.
Jako jeden z nielicznych wysokich oficerów uniknął prześladowań w okresie rewolucji kulturalnej. W latach 1969–1987 członek Komitetu Centralnego Komunistycznej Partii Chin. W 1979 roku jeden z głównodowodzących wojsk chińskich podczas wojny z Wietnamem. W 1987 roku przeszedł na emeryturę. W 1989 roku sprzeciwił się stłumieniu przez wojsko protestów na placu Tian’anmen.